# Defibrylacja
Defibrylacja, defibrylacja elektryczna – zabieg medyczny stosowany podczas reanimacji. Polega na zastosowaniu terapeutycznej dawki elektrycznej prądu stałego o określonej energii poprzez powierzchnię klatki piersiowej lub bezpośrednio na mięsień serca, w celu wygaszenia najpoważniejszych zaburzeń rytmu serca – migotania komór (łac. fibrillatio ventriculorum) oraz częstoskurczu komorowego (łac. tachycardia ventricularis) bez tętna. Energia defibrylatora wyrażana jest w dżulach.
Pierwszą skuteczną defibrylację przeprowadził Claude Beck w 1947.
Defibrylacja dosłownie oznacza zakończenie migotania komór. Jest jedyną, a zarazem skuteczną, metodą zwiększającą szanse przeżycia podczas ciężkich zaburzeń pracy serca. Wykonana w ciągu 3 minut od utraty przytomności pozwala na przeżycie na poziomie 50–70% przypadków. Migotanie komór leży u podłoża zdecydowanej większości przypadków nagłego zatrzymania krążenia u dorosłych, które prowadzi do śmierci klinicznej.

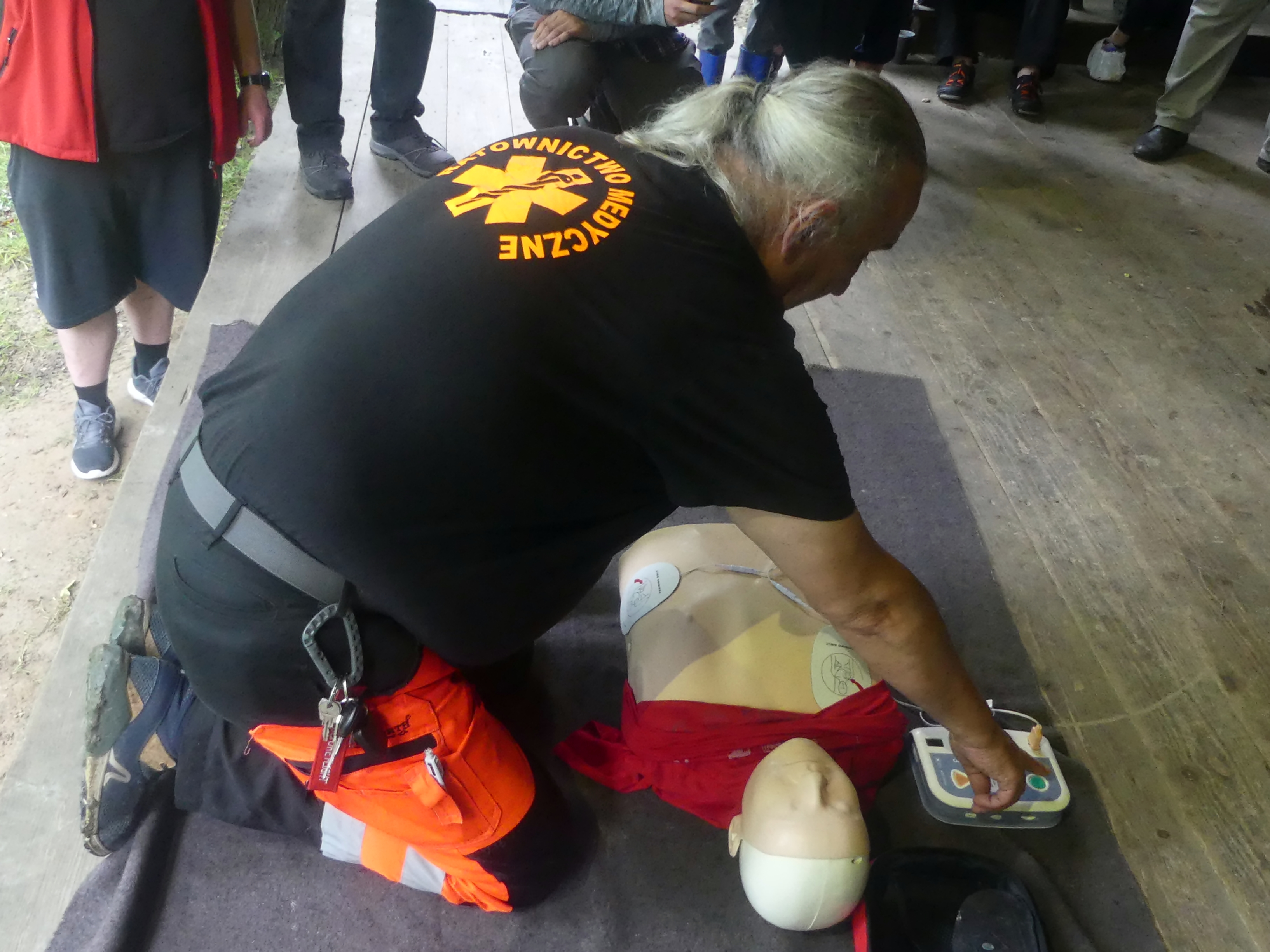
Ratownik medyczny, pokaz reanimacji z zastosowaniem defibrylatora zewnętrznego

## Podstawowe informacje
Defibrylacja jest skuteczna jedynie przy wdrożeniu działań wspomagających. Po wyładowaniu należy więc niezwłocznie przystąpić do uciskania mostka przez 2 minuty (5 cykli resuscytacyjnych: 30 uciśnięć na 2 oddechy – resuscytacja krążeniowo-oddechowa), aby umożliwić sercu podjęcie prawidłowego rytmu z węzła zatokowo-przedsionkowego. Po 2 minutach resuscytacji można rozpocząć kolejny cykl: ocena rytmu serca (EKG) — wyładowanie (jeśli wymagane) — uciskanie mostka przez 2 minuty.
Defibrylację za pomocą automatycznych defibrylatorów zewnętrznych może przeprowadzić każda osoba, nawet bez przeszkolenia. Defibrylator ten wydaje proste komendy głosowe dotyczące techniki wykonywania zabiegu, na przykład miejsca ułożenia elektrod czy zasad bezpieczeństwa.

## Ułożenie elektrod

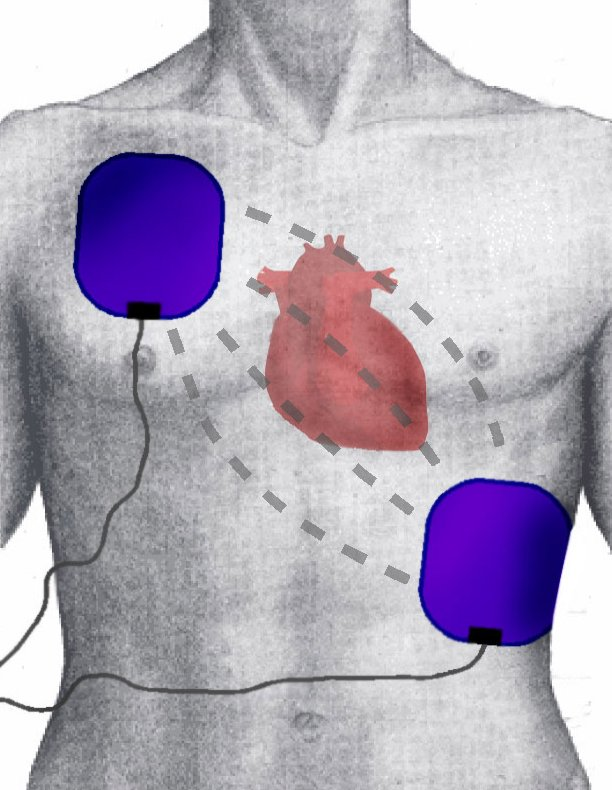
Prawidłowe rozmieszczenie elektrod defibrylatora

Między elektrodami powinna znaleźć się okolica serca objęta migotaniem komór. W tym celu przykłada się dwie elektrody do przedniej powierzchni klatki piersiowej, zgodnie z rysunkami na elektrodach. Typowo: mostek-koniuszek.
- prawa elektroda (mostkowa) – po prawej stronie mostka, poniżej obojczyka
- lewa elektroda (koniuszkowa) – w V przestrzeni międzyżebrowej w linii pachowej środkowej.

Ułożenie alternatywne:
- po prawej i lewej stronie klatki piersiowej w linii środkowopachowej
- w okolicy koniuszkowej i w górnej części pleców po stronie prawej lub lewej
- okolica przedsercowa i plecy tuż poniżej lewej łopatki

Najnowsze badania wykazały, iż najlepszą skutecznością cechują się defibrylatory dwufazowe. Defibrylacja oparta na prądzie jest znacznie skuteczniejsza od stosowanej obecnie, opartej na energii. Zaniechano produkcji defibrylatorów jednofazowych, lecz są one w użyciu. Wytyczne Europejskiej Rady Resuscytacji 2010 podają energię 360 J jednorazowego wyładowania dla defibrylatorów jednofazowych, a dla dwufazowych 150–200/360 J. 
Nie wszystkie mechanizmy zatrzymania pracy serca zawsze poddają się defibrylacji. Takim mechanizmem jest asystolia, która jest sygnalizowana ciągłym sygnałem i płaską linią na monitorze. Dobrze poddającym się defibrylacji rytmem jest migotanie komór, trzepotanie komór i częstoskurcz komorowy, ale i to pod warunkiem uprzedniego solidnego natlenienia serca w drodze normalnego masażu serca. Rozróżnia się też defibrylację pośrednią i bezpośrednią. Ta pierwsza polega na przyłożeniu elektrod do klatki piersiowej i wyładowaniu dużej energii (150–360 J u dorosłych), natomiast defibrylacja bezpośrednia jest możliwa wyłącznie w warunkach sali operacyjnej i polega na przyłożeniu specjalnych elektrod wewnętrznych bezpośrednio do serca i wyładowaniu o wiele mniejszej energii niż podczas defibrylacji pośredniej.

## Defibrylacja uliczna
W Polsce w niektórych miastach i gminach wprowadza się system szybkiego i pełnego dostępu do defibrylatorów przez  umieszczenie automatycznych defibrylatorów zewnętrznych (AED) w miejscach publicznych. Priorytet akcji to przyspieszenie i poprawa skuteczności pierwszej pomocy.
Innym przykładem jest projekt „Ratuj z sercem” mający na celu utworzenie w Polsce mapy automatycznych defibrylatorów zewnętrznych w celu łatwiejszego ich odnalezienia. Celem projektu jest także uświadomienie społeczeństwa o potrzebie stosowania pierwszej pomocy. Mapa defibrylatorów została zaimplementowana w celu zwiększenia bezpieczeństwa mieszkańców Polski.
Pierwsza skuteczna reanimacja uliczna przy użyciu ogólnodostępnego automatycznego defibrylatora zewnętrznego przez osobę postronną w Polsce została udzielona w Krakowie.